# Alex Song
Alexandre Dimitri Song Billong (Douala, Camerún, 9 de septiembre de 1987), más conocido como Alex Song, es un exfutbolista camerunés que jugaba como centrocampista.

## Trayectoria

### Inicios
A la corta edad de 3 años murió su padre y, desde entonces, su tío Rigobert Song ha sido como un segundo padre, siendo una gran influencia en la elección de fútbol como una profesión. Al no poder encontrar una escuela de fútbol para mejorar sus habilidades Petit Song, como se le conoce en su tierra natal, optó por trasladarse a Francia con 16 años para unirse al S. C. Bastia.

### S. C. Bastia
Se unió al juvenil del Bastia en 2003, pasando a formar parte del primer equipo la temporada siguiente donde se hizo conocido por su gran versatilidad. Mientras jugaba en el Bastia, fue nominado para conformar la selección de fútbol sub-16 de Francia, pero eligió jugar para Camerún, su país de nacimiento.
Jugó como defensa central, pero luego tuvo apariciones como centrocampista defensivo, en la cual entrenadores y aficionados consideraban que se desenvolvía mejor. Después de un tiempo, atrajo la atención de numerosos clubes, como el Inter de Milán, Juventus, Manchester United y el Olympique de Lyon. A pesar de estas ofertas, el club no tenía intenciones de venderlo por lo que terminó siendo cedido al Arsenal F. C. en 2005.

### Arsenal F. C.
Rápidamente impresionó a Arsène Wenger durante la pretemporada del club por Austria por lo que el club, sin pensarlo dos veces, pidió su traspaso definitivo llegando a una oferta de 1 millón de libras esterlinas y un contrato por cuatro temporadas. Debutó en la Premier League el 19 de septiembre de 2005 ante el Everton, entrando de sustituto en la victoria por 2-0. Participó en varios encuentros de Liga de Campeones y Premier League, haciéndose más regular a final de temporada por las lesiones y sanciones de sus compañeros. Marcó su primer gol en Anfield frente al Liverpool por la Copa de la Liga con resultado 3-6 a favor de los Gunners.
El 30 de enero de 2007, se confirmó la cesión de Alex al Charlton Athletic hasta final de la temporada 2006-07, aunque al final de esta el Charlton descendió y Song volvió con Wenger.
Durante la temporada 2007-08, Song jugó de central para los encuentro de la Copa de la Liga, pero fue eliminado en semifinales por el Tottenham Hotspur. Nuevamente jugó en el centro en la Premier siendo decisivo en la visita a Old Trafford para enfrentar al Manchester United.

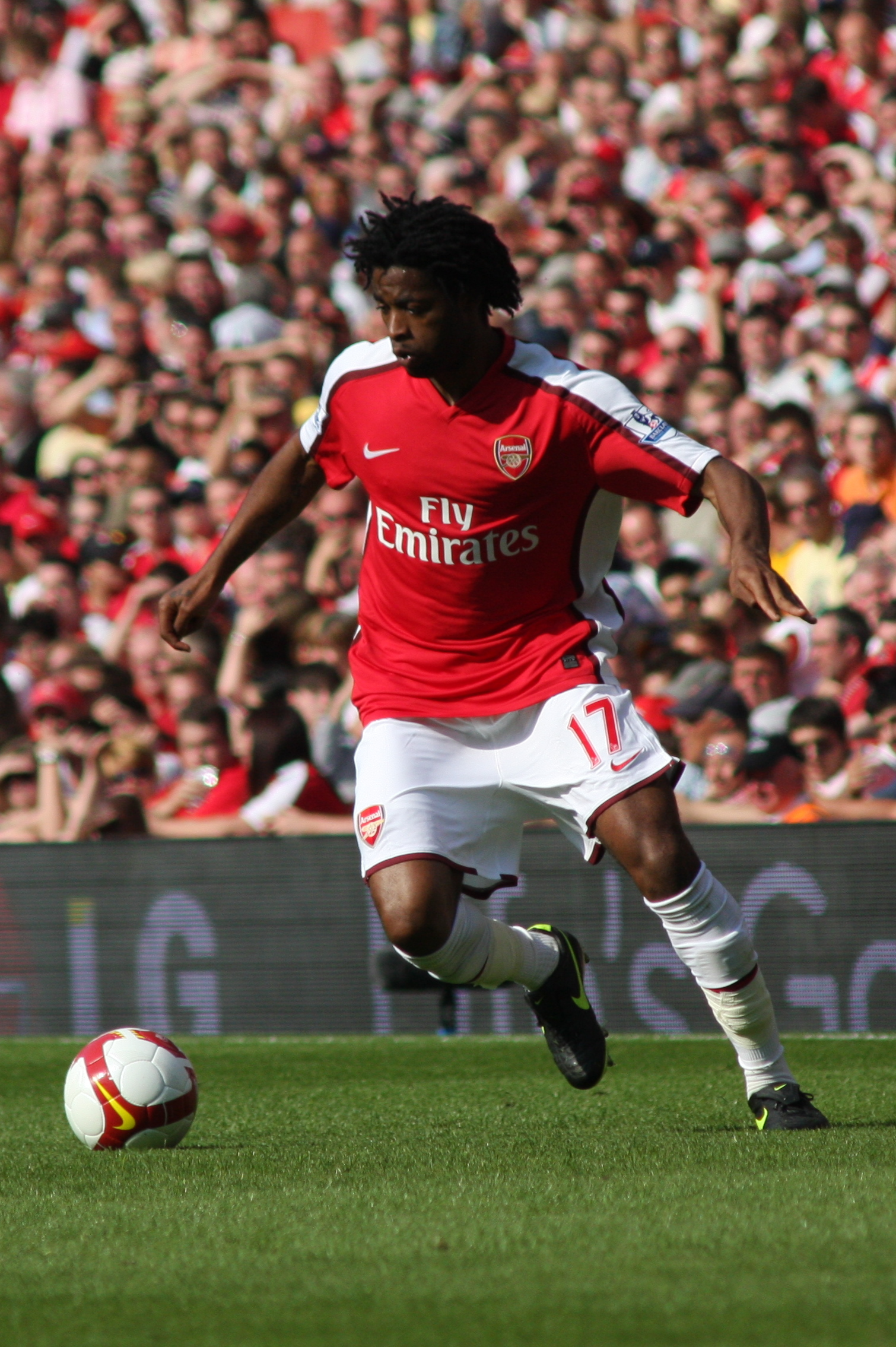
Song con la camiseta del Arsenal en 2009.

#### 2008-09
Este fue un ciclo de gran avance para Song, con 21 años se estableció como un miembro clave de la escuadra de Arsène Wenger, con 48 apariciones en la temporada. Siendo esta su campaña más productiva surgiendo en el centro del campo como ejecutor y el complemento ideal para Cesc Fàbregas. A lo que Wenger atribuyó: ‘’Lo traje aquí con 17 años y he trabajado muy duro con él, hemos trabajado duro porque sentía que tenía el talento para ser un buen jugador. Sé que las opiniones de él han cambiado ahora’’.
El 21 de octubre de 2008 anotó su primer gol en competición europea frente al Fenerbahçe en la Liga de Campeones. El primer gol y tercero en todas las competiciones para Alex, lo anotó en contra Wigan Athletic el 11 de abril de 2009 enfrentándose a varios jugadores y luego definir fríamente. El Arsenal ganó 4-1.

#### 2009-10
Comenzó bien la temporada jugando la mayoría de los encuentros y siendo votado como el mejor del mes en la página web del Arsenal. Después el mando en el corazón del centro del campo, permitiendo a atacantes Gunners operar con eficacia, esto lo sitúa entre los primeros nombres en la lista de convocados. El 25 de noviembre de 2009, Song renovó su contrato con el Arsenal hasta 2014. El 30 de diciembre de 2009, marcó su segundo gol en la Premier en la victoria por 4-1 sobre el Portsmouth F. C.

#### 2010-11
Alex continuó siendo uno de los primeros nombres en la lista de convocados, con un comienzo inmejorable en la temporada y estableciéndose fijamente en la línea defensiva. Anotó el gol número 1000 del Arsenal en la Premier League en la victoria por 4-1 al Bolton Wanderers el 11 de septiembre de 2010. El centrocampista se convierte en uno de los elementos más atrevidos en el centro del campo Gunner. El 19 de octubre de 2010, marcó el primer gol en la victoria 5-1 al Shakhtar Donetsk. El 24 de octubre de 2010, Song marcó su tercer gol de la temporada contra el Manchester City en la victoria por 3-0. El 30 de octubre de 2010, se anotó a los 88 minutos de cabezazo en el Emirates Stadium contra el West Ham United en la Premier League, única anotación del partido. El 27 de diciembre de 2010, marcó el primer gol en la victoria por 3-1 sobre el Chelsea F. C.. En la temporada hizo 42 apariciones anotando cinco goles y tres asistencias para los 'Gunners'.

#### 2011-12

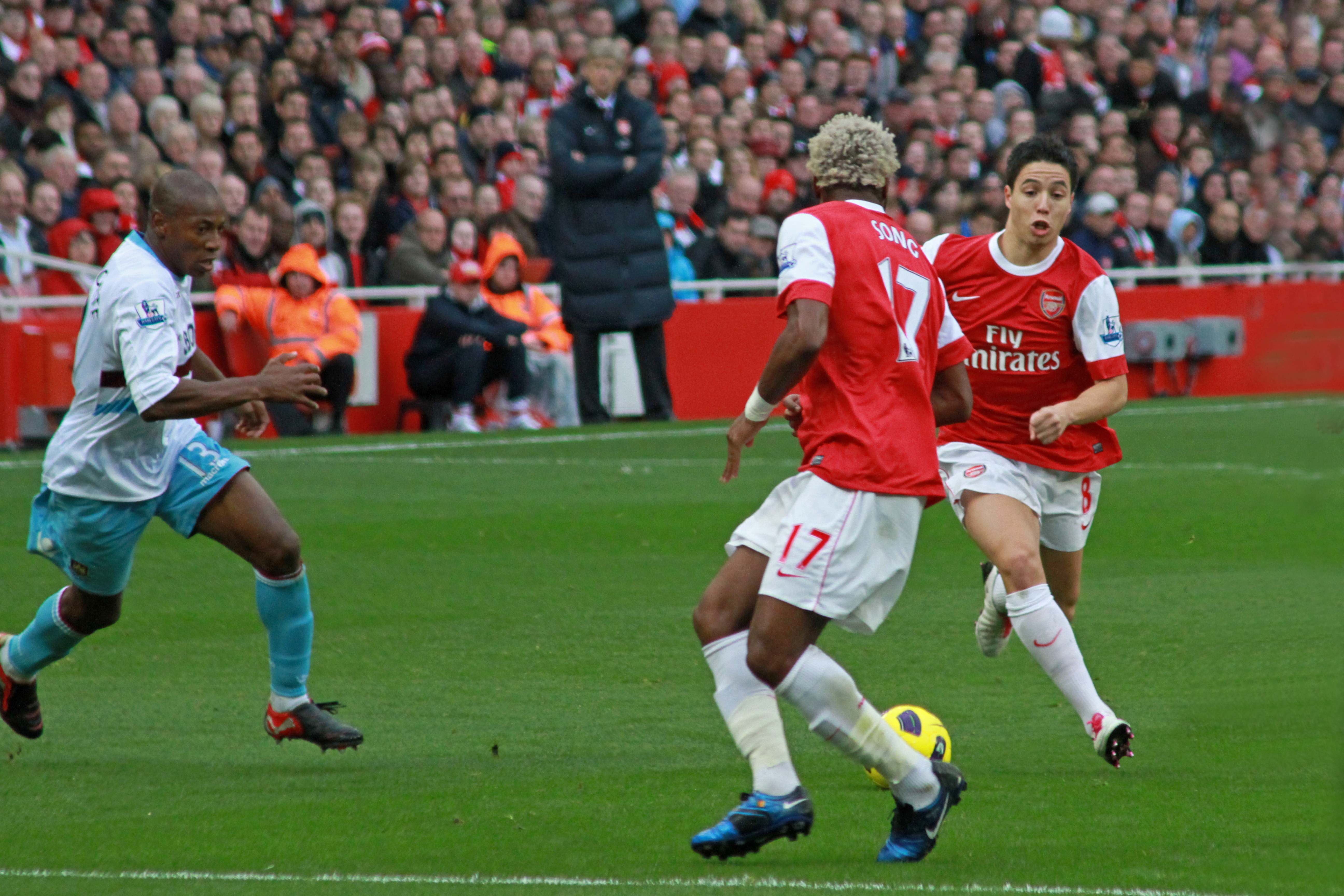
Song junto a Nasri creando una jugada frente al West Ham en el Emirates Stadium.

Con la salida de Cesc Fàbregas al F. C. Barcelona, Song ahora da las asistencias junto a Aaron Ramsey. En el encuentro contra el Newcastle, Song jugó bruscamente con Joey Barton, y fue sancionado por conducta impropia recibiendo una suspensión de tres fechas. Hasta que el 24 de septiembre de 2011, marcó su primer gol en la temporada ante el Bolton Wanderers terminando con victoria 3-0. Dio la asistencia de Van Persie para el primer gol en un partido ante el Borussia Dortmund en Liga de Campeones el 23 de noviembre, dando el pase a octavos de final.
Alex nuevamente asistió Van Persie quien anotó de volea, en el partido contra el Everton F. C. en el 125 aniversario del Arsenal F. C.. Song también mostró habilidades en un encuentro de FA Cup contra el Leeds United, dando un maravilloso dando un pase en profundidad pasado por cuatro jugadores del Leeds hacia la leyenda que había vuelto Thierry Henry. El partido terminó 1-0, enviando al Arsenal en la cuarta ronda. Después aportó dos asistencias en el encuentro contra el Tottenham a Walcott y también en el gol de la victoria de Van Persie ante el Liverpool F. C. en Anfield con un balón largo en los últimos minutos del partido. Ambos partidos terminaron en victorias, destacando la presencia de Song en el equipo. Su asociación con el delantero Robin van Persie mejoró en un partido el 5 de mayo de 2012 ante el Norwich City que terminó 3-3 y siendo su 12 ª asistencia de la temporada. Al final de esta fue el segundo mejor jugador del Arsenal en la temporada.

### F. C. Barcelona
El 20 de agosto de 2012, Song firmó un contrato por cinco años con el F. C. Barcelona por un precio de 19 millones de euros. Hizo su debut ante el Real Madrid C. F. en laSupercopa de España el 29 de agosto de 2012 en sustitución de Sergio Busquets en los últimos 15 minutos, terminando el partido con una estadística de pases perfecta. En el club español no tuvo una participación regular. Tras 8 meses vistiendo la azulgrana, Song ganó La Liga con 3 partidos aún por jugar.

### West Ham United
Luego de no tener muchas oportunidades con los catalanes, el jugador africano salió cedido al West Ham United F. C. de la Premier League, así el jugador retorna nuevamente a la liga inglesa pero esta vez a un equipo de menos exigencia, el jugador estuvo cedido por 2 temporadas con los Hammers, de las cuales, una temporada brilló y la otra no gozó de muchas oportunidades.

### Rubin Kazan
Tras su paso en los hammers y dado que estaba completamente descartado por los azulgranas, el jugador rescindió de su contrato con el equipo español y fichó por el FC Rubin Kazan ruso donde, de la mano del extécnico del Málaga C. F. Javi Gracia, esperaba sacar nuevamente su gran rendimiento de años anteriores.

### F. C. Sion
Tras rescindir su contrato en enero de 2018 con el Rubin Kazan, el 14 de agosto de 2018 firmó por el F. C. Sion para las siguientes dos temporadas. Sin embargo, el 20 de marzo de 2020 se le fue rescindido el contrato junto a ocho compañeros.

### AS Arta/Solar7
Tras unos meses sin equipo, en noviembre de 2020 firmó por dos años con el A. S. Arta/Solar 7 de Yibuti. En 2021 y 2022 se proclama campeón de la Primera División de Yibuti y al año siguiente puso fin a su carrera.

## Selección nacional

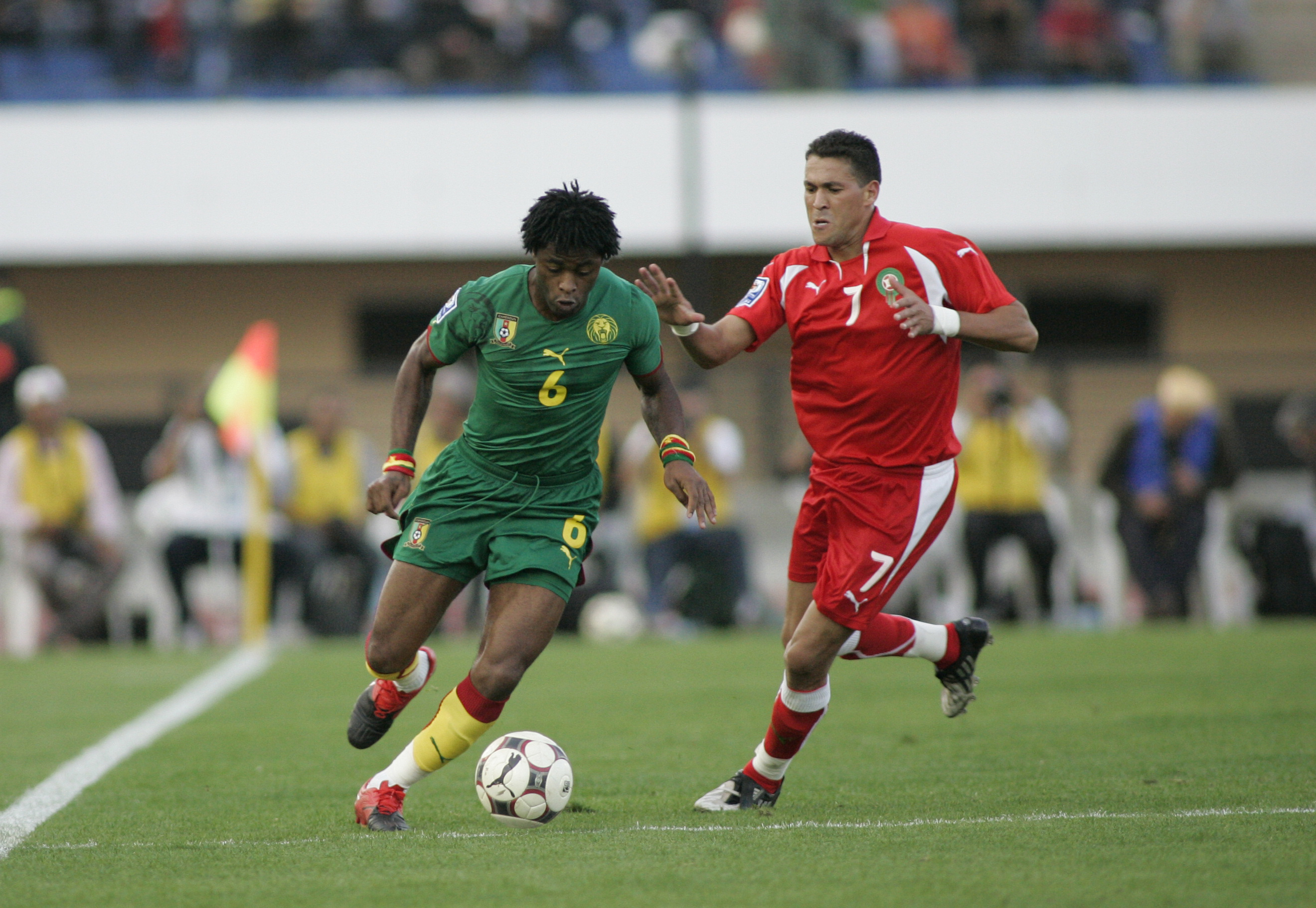
Alex frente a en 2009.

Cuando estaba en el Bastia se le ofreció formar parte de la selección de fútbol de Francia, pero eligió jugar para Camerún al ser su país de nacimiento. Con quienes participó en el Campeonato Africano Sub-17 en 2003, donde resultó campeón con una buena participación. Con el tiempo fue convocado por la selección absoluta de Camerún en 2005. Siendo llamado por el equipo para disputar la Copa Africana de Naciones 2008. Jugó su primer partido en la fase de grupos en la derrota por 4-2 contra Egipto, pero supieron sobreponerse resultando segundo hacia los cuartos de final. Durante el torneo fue la revelación en la defensa de Camerún, ganando un premio al Mejor Jugador del Partido en semifinal frente Ghana, para en la final resultar lesionado contra Egipto, cuyo partido terminó en derrota por 1-0. No obstante, fue nombrado en el Once Ideal del torneo en el medio campo, junto a su compatriota, el defensa Geremi Njitap.
En 2010 nuevamente fue nominado para la Copa Africana de Naciones celebrada en Angola, en donde la escuadra Camerunés no paso de los cuartos de final siendo eliminados por Egipto con un resultado 3-1. Aunque por segundo año consecutivo estuvo en el Once Ideal, siendo el único camerunés en la lista. En junio estuvo incluido en el plantel de Camerún para la Copa Mundial de la FIFA de 2010 en Sudáfrica, en la cual Los Leones tuvieron una pésima participación y los primeros en ser eliminados tras perder los tres encuentros de fase de grupos, aunque Alex solo estuvo en la derrota frente a Japón por un 1-0.
En el Mundial de 2014 fue expulsado en un partido ante Croacia por un codazo al croata Mario Mandžukić.
El 7 de enero de 2015 anunció su retiro de la selección después de no ser convocado a la Copa Africana de Naciones 2015
realizadas en Guinea ecuatorial.
"Mi amor por mi país nunca cambiará pero quiero tomarme el tiempo necesario para centrarme en el fútbol doméstico y comenzar a reconstruir mi carrera en el West Ham. Deseo todo lo mejor para Camerún. La selección siempre estará en mi corazón", señaló el centrocampista.

### Participaciones en Copas Africana de Naciones
| Copa                           | Sede   | Resultado        |
| ------------------------------ | ------ | ---------------- |
| Copa Africana de Naciones 2008 | Egipto | Subcampeón       |
| Copa Africana de Naciones 2010 | Angola | Cuartos de final |

### Participaciones en Copas del Mundo
| Copa                        | Sede      | Resultado      |
| --------------------------- | --------- | -------------- |
| Copa Mundial de Fútbol 2010 | Sudáfrica | Fase de grupos |
| Copa Mundial de Fútbol 2014 | Brasil    | Fase de grupos |

## Clubes
| Club                             | País       | Año       |
| -------------------------------- | ---------- | --------- |
| S. C. Bastia                     | Francia    | 2004-2005 |
| Arsenal F. C.                    | Inglaterra | 2005-2012 |
| Charlton Athletic F. C. (cedido) | Inglaterra | 2007      |
| F. C. Barcelona                  | España     | 2012-2016 |
| West Ham United F. C. (cedido)   | Inglaterra | 2014-2016 |
| F. C. Rubin Kazán                | Rusia      | 2016-2018 |
| F. C. Sion                       | Suiza      | 2018-2020 |
| A. S. Arta/Solar 7               | Yibuti     | 2020-2023 |

## Estadísticas
Actualizado hasta el 23 de febrero de 2020.
| Club                               | Temporada           | Liga     | Liga  | Copas nac. | Copas nac. | Internacional | Internacional | Total    | Total |
| Club                               | Temporada           | Partidos | Goles | Partidos   | Goles      | Partidos      | Goles         | Partidos | Goles |
| ---------------------------------- | ------------------- | -------- | ----- | ---------- | ---------- | ------------- | ------------- | -------- | ----- |
| S. C. Bastia Francia               | 2004-05             | 32       | 0     | 3          | 0          | -             | -             | 35       | 0     |
| S. C. Bastia Francia               | Total               | 32       | 0     | 3          | 0          | -             | -             | 35       | 0     |
| Arsenal F. C. Inglaterra           | 2005-06             | 5        | 0     | 2          | 0          | 2             | 0             | 9        | 0     |
| Arsenal F. C. Inglaterra           | 2006-07             | 2        | 0     | 3          | 1          | 1             | 0             | 6        | 1     |
| Arsenal F. C. Inglaterra           | Total               | 7        | 0     | 5          | 1          | 3             | 0             | 15       | 1     |
| Charlton Athletic F. C. Inglaterra | 2006-07             | 12       | 0     | -          | -          | -             | -             | 12       | 0     |
| Charlton Athletic F. C. Inglaterra | Total               | 12       | 0     | -          | -          | -             | -             | 12       | 0     |
| Arsenal F. C. Inglaterra           | 2007-08             | 9        | 0     | 3          | 0          | 3             | 0             | 15       | 0     |
| Arsenal F. C. Inglaterra           | 2008-09             | 31       | 1     | 6          | 0          | 11            | 1             | 48       | 2     |
| Arsenal F. C. Inglaterra           | 2009-10             | 26       | 1     | 2          | 0          | 10            | 0             | 38       | 1     |
| Arsenal F. C. Inglaterra           | 2010-11             | 31       | 4     | 6          | 0          | 5             | 1             | 42       | 5     |
| Arsenal F. C. Inglaterra           | 2011-12             | 34       | 1     | 3          | 0          | 9             | 0             | 46       | 1     |
| Arsenal F. C. Inglaterra           | Total               | 131      | 7     | 20         | 0          | 38            | 2             | 189      | 9     |
| F. C. Barcelona · España           | 2012-13             | 20       | 1     | 6          | 0          | 8             | 0             | 34       | 1     |
| F. C. Barcelona · España           | 2013-14             | 17       | 0     | 8          | 0          | 4             | 0             | 29       | 0     |
| F. C. Barcelona · España           | Total               | 37       | 1     | 14         | 0          | 12            | 0             | 63       | 1     |
| West Ham United Inglaterra         | 2014-15             | 28       | 0     | 3          | 0          | -             | -             | 31       | 0     |
| West Ham United Inglaterra         | 2015-16             | 15       | 0     | 0          | 0          | -             | -             | 15       | 0     |
| West Ham United Inglaterra         | Total               | 43       | 0     | 3          | 0          | -             | -             | 46       | 0     |
| FC Rubin Kazán · Rusia             | 2016-17             | 16       | 0     | 0          | 0          | -             | -             | 16       | 0     |
| FC Rubin Kazán · Rusia             | 2017-18             | 6        | 1     | 1          | 0          | -             | -             | 7        | 1     |
| FC Rubin Kazán · Rusia             | Total               | 22       | 1     | 1          | 0          | -             | -             | 23       | 1     |
| F. C. Sion · Suiza                 | 2018-19             | 9        | 0     | -          | -          | -             | -             | 9        | 0     |
| F. C. Sion · Suiza                 | 2019-20             | 11       | 0     | -          | -          | -             | -             | 11       | 0     |
| F. C. Sion · Suiza                 | Total               | 20       | 0     | 0          | 0          | -             | -             | 20       | 0     |
| Total en su carrera                | Total en su carrera | 279      | 9     | 46         | 1          | 53            | 2             | 388      | 12    |

## Palmarés

### Títulos nacionales
| Título                     | Club               | País   | Año  |
| -------------------------- | ------------------ | ------ | ---- |
| Liga española              | F. C. Barcelona    | España | 2013 |
| Supercopa de España        | F. C. Barcelona    | España | 2013 |
| Primera División de Yibuti | A. S. Arta/Solar 7 | Yibuti | 2021 |
| Primera División de Yibuti | A. S. Arta/Solar 7 | Yibuti | 2022 |

### Títulos internacionales
| Título                     | Club (*)             | Sede        | Año  |
| -------------------------- | -------------------- | ----------- | ---- |
| Campeonato Africano Sub-17 | Selección de Camerún | Suazilandia | 2003 |

(*) Incluyendo la selección.

### Distinciones individuales
| Distinción                                  | Año        |
| ------------------------------------------- | ---------- |
| Once Ideal Copa de Africana de Naciones     | 2008, 2010 |
| Finalista al Mejor jugador Africano del año | 2012       |

## Vida privada
Pertenece a una familia compuesta por 17 hermanas y 10 hermanos, de los que él es el sexto. En el Arsenal F. C. y el F. C. Barcelona lucía el dorsal 17 en honor a las 17 hermanas que tiene. Se casó a la edad de 18 años y ahora es padre de dos hijos. En 2011 se convirtió en un embajador de Grassroot Soccer, organización internacional sin ánimo de lucro que busca a través del fútbol detener la propagación del VIH.